# فرانك سكانلان
فرانك سكانلان (بالإنجليزية: Frank Scanlan)‏ هو لاعب كرة قاعدة أمريكي، ولد في 28 أبريل 1890 في سيراكيوز في الولايات المتحدة، وتوفي في 9 أبريل 1969 في بروكلين في الولايات المتحدة.

## وصلات خارجية
- فرانك سكانلان على موقعبيزبول رفرنس.كوم (الدوري الرئيسي) (الإنجليزية)
- فرانك سكانلان على موقعبيزبول رفرنس.كوم (الدوري الثانوي) (الإنجليزية)